# Lijst van burgemeesters van Drimmelen
Dit is een lijst van burgemeesters van de Nederlandse gemeente Drimmelen in de provincie Noord-Brabant die in 1997 ontstond bij een gemeentelijke herindeling. Deze nieuwe gemeente heette eerst Made wat in 1998 hernoemd werd in Drimmelen.
| Ambtsperiode | Naam burgemeester            | Partij of stroming | Bijzonderheden |
| ------------ | ---------------------------- | ------------------ | -------------- |
| 1997 - 2004  | Jan Elzinga                  | PvdA               |                |
| 2004 - 2005  | Nellie (P.H.M.) Jacobs-Aarts | CDA                | waarnemend     |
| 2005 - 2022  | Gert (G.L.C.M.) de Kok       | PvdA               |                |
| 2022 - heden | Boy (B.H.G.) Scholtze        | VVD                |                |